# Kaliwadas (Sumber)
Kaliwadas is een bestuurslaag in het regentschap Cirebon van de provincie West-Java, Indonesië. Kaliwadas telt 7265 inwoners (volkstelling 2010).